# مجاهده (روستا)
 مجاهده  به عربی ( الُمجاهدة  )، روستایی است در دهستان المُقَبَنَة از توابع استان حضرموت در کشور یمن در شبه جزیره عربستان.

## جمعیت
جمعیت آن ( ۸۶ ) نفر ( ۹ خانوار) می‌باشد.